# Ogorzelnik
Ogorzelnik – wieś w Polsce położona w województwie śląskim, w powiecie myszkowskim, w gminie Niegowa.
W latach 1975–1998 miejscowość administracyjnie należała do województwa częstochowskiego.

## Historia
Wieś założona została w średniowieczu na prawie polskim i początkowo była własnością królewską, a później wsią szlachecką .
W XIV wieku miejscowość podlegała właścicielom pobliskiego zamku w Bobolicach. W 1394 król polski Władysław Jagiełło na prośbę Andrzeja właściciela Bobolic przenosi jego dobra: Zdów, Ogorzelnik, folwark Lgota, Tomiszowice, Niegowę, Wysoką, Tarnowę z prawa polskiego na prawo magdeburskie .
Po rozbiorach Polski miejscowość znalazła się w zaborze rosyjskim i leżała w Królestwie Polskim. W XIX-wiecznym Słowniku geograficznym Królestwa Polskiego wymieniona jest jako wieś włościańska, czyli należąca w całości do chłopów, leżąca w powiecie będzińskim w gminie i parafii Niegowa w guberni piotrkowskiej. W 1827 w miejscowości znajdowało się 26 domów zamieszkanych przez 126 mieszkańców.